# Romaero

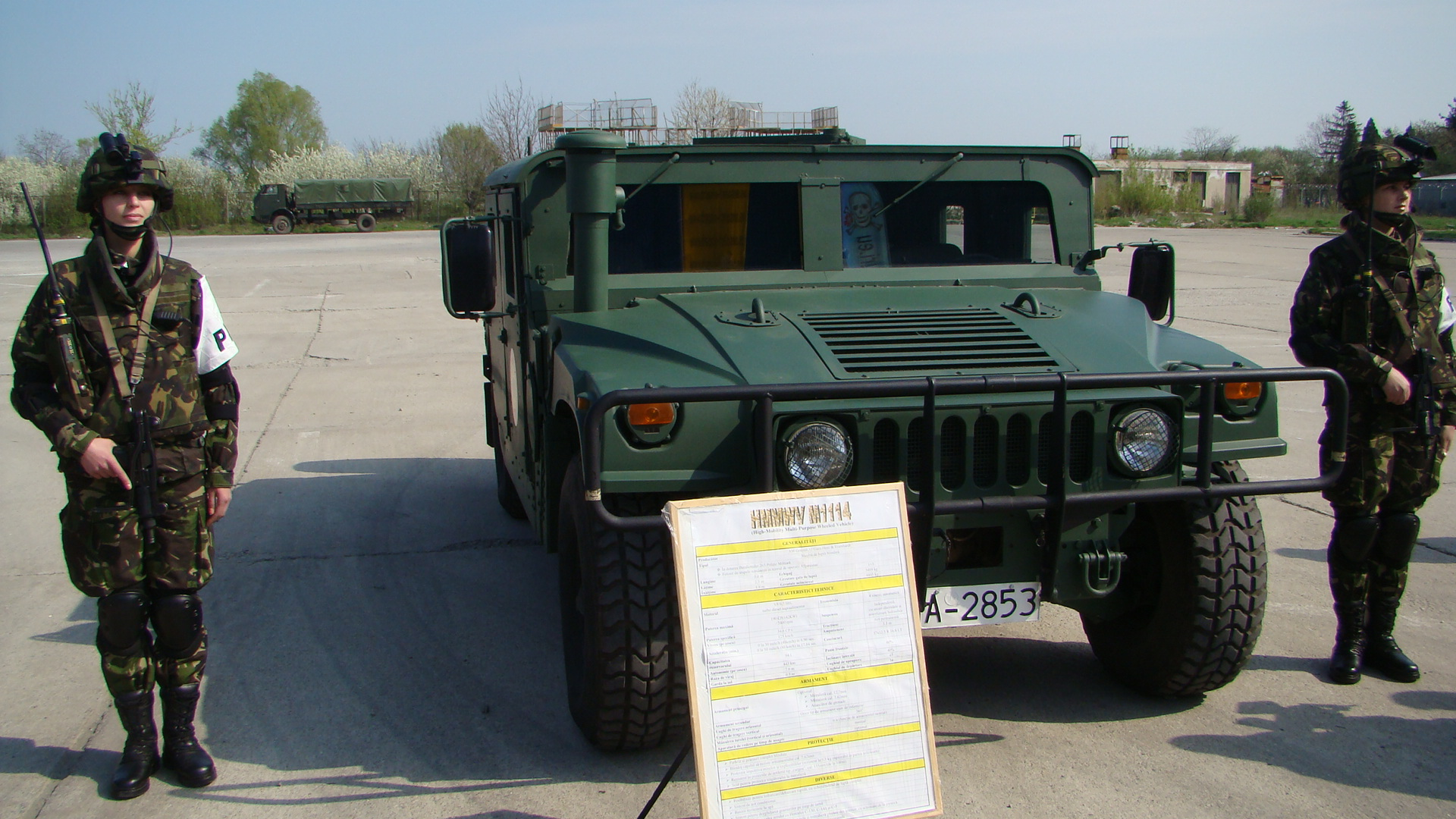

Romaero  SA este o companie din România cu capital majoritar de stat, care activează în industria aerospațială.
Acțiunile Romaero sunt listate la categoria de bază a pieței Rasdaq, sub simbolul RORX.
Acționarul majoritar al companiei este Ministerul Economiei, cu 51,90% din capital, în timp ce SIF Muntenia (SIF4) are o participație de 25,85%, iar Fondul Proprietatea controlează 21% din acțiuni.
Serviciile sale includ întreținerea aeronavelor, producție, fabricarea de arme, precum consultanță și management. Compania este implicată în fabricarea de uși marfă și chituri pentru ATP, coada de asamblare pentru boom-ul A109 Agusta de alimentare, piei de scule și a nervurilor centru mai mici pentru Airbus A380, piei de scule si piese de detaliu pentru MRA4 Nimrod, piese de detaliu pentru A330/340, marginea conducătoare piei de lustruit pentru B767 și B777, precum și piese și componente pentru Hawker, printre altele.
Înainte de 1989, Romaero Băneasa, pe atunci numită Întreprinderea de Avioane București, a construit 11 aparate tip Rombac 1-11, avion de pasageri, turboreactor, construit după licența britanică BAC, acesta fiind singurul avion comercial cu reacție construit într-o țară din Europa comunistă, cu excepția celor produse în Uniunea Sovietică.

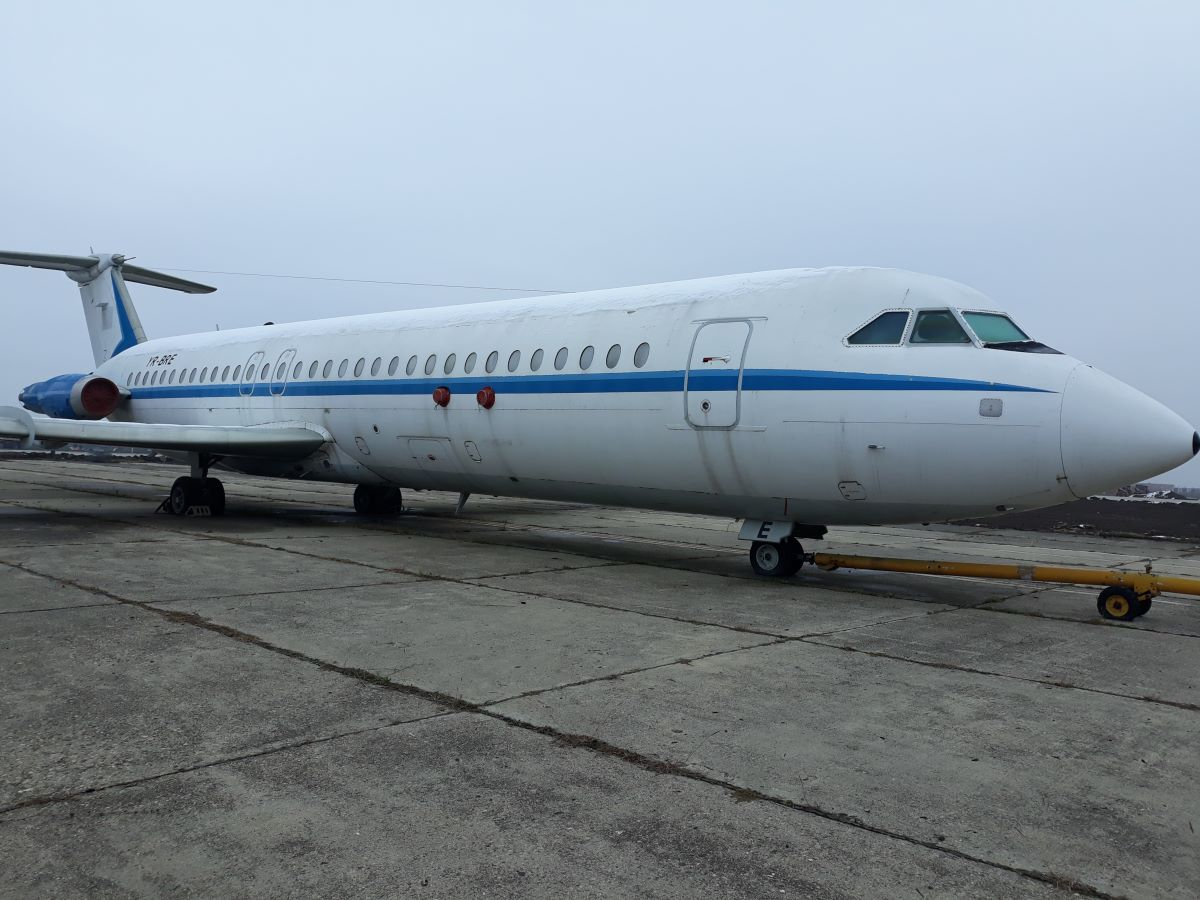
Rombac 1-11 YR-BRE

Toate au fost cumpărate de Tarom și Romavia, ulterior fiind operate și de către alte companii.
La jumătatea anilor '90, Romaero s-a relansat, specializându-se în producția de subansambluri pentru marii producători de aeronave comerciale.
Astfel, în acest moment (mai 2006), fabrica de la Băneasa are contracte cu Boeing, British Aerospace, Elbit, Gulfstream, Finmeccanica, Bombardier și modernizează avioanele Hercules (produse de Lockheed Martin), aflate în dotarea Armatei Române,
producând componente pentru Boeing 787 Dreamliner, Airbus A380, precum și pentru rachetele antiaeriene Hawk.
Romaero deține suprafețe importante de teren în Băneasa, una dintre cele mai dinamice zone ale Bucureștiului din punctul de vedere al dezvoltării imobiliare.
În anul 2008, terenurile companiei erau estimate la valoarea de 800 milioane lei (221 milioane euro).
Cifra de afaceri:
- 2013: 15 milioane euro [5]
- 2012: 15 milioane euro [6]
- 2007: 62,5 milioane lei (18,72 milioane euro)[7]
- 2006: 44,1 milioane lei[7]